# Freya Murray

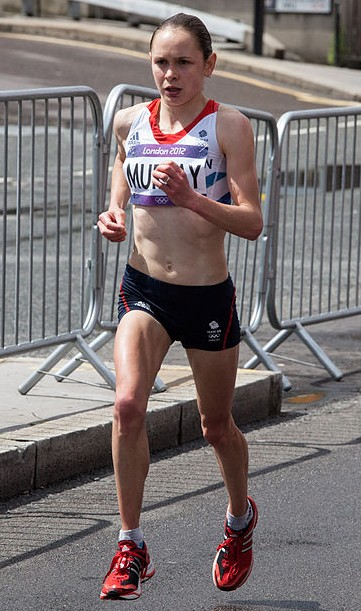
Freya Murray beim Marathon der Olympischen Sommerspiele 2012 in London

Freya Murray (* 20. September 1983 in Edinburgh) ist eine britische Langstreckenläuferin.

## Leben
Bislang wurde sie sechsmal schottische Meisterin im Crosslauf auf der Kurzstrecke (2003, 2004, 2006, 2008–2010) und viermal auf der Langstrecke (2006, 2007, 2009 und 2010).
Bei den Crosslauf-Europameisterschaften 2009 in Dublin wurde sie Neunte und gewann mit dem britischen Team Silber.
2010 reiste sie als Siegerin des britischen Ausscheidungskampfs zu den Crosslauf-Weltmeisterschaften in Bydgoszcz, bei der sie den 37. Platz belegte. Im Frühjahr gewann sie den Great Ireland Run vor Joanne Pavey und Benita Willis, und im Herbst wurde sie, für Schottland startend, bei den Commonwealth Games in Neu-Delhi Siebte über 5000 m und Fünfte über 10.000 m. Kurz danach wurde sie Zweite beim Great South Run.
Freya Murray startet für den Edinburgh AC und wird von Steve Jones trainiert. Sie studierte an der Heriot-Watt University und arbeitet seit 2006 in Teilzeit als Tragwerksplanerin für die Firma Cundall.

## Persönliche Bestzeiten
- 1500 m: 4:15,85 min, 24. Juli 2005, Brasschaat
  - Halle: 4:16,29 min, 22. Januar 2006,	Glasgow
- 3000 m: 9:08,97 min, 31. August 2009, Gateshead
  - Halle: 9:19,45 min, 8. Februar 2004,	Sheffield
- 5000 m: 15:26,5 min, 29. August 2010, Cardiff
- 10.000 m: 32:23,44 min, 5. Juni 2010, Marseille
- 10-km-Straßenlauf: 32:28 min, 6. September 2009, Sheffield